# Chaerilus mainlingensis
Espèce
Chaerilus mainlingensis est une espèce de scorpions de la famille des Chaerilidae.

## Distribution
Cette espèce est endémique du Tibet en Chine. Elle se rencontre dans le xian de Mainling.

## Description
La femelle holotype mesure 40,4 mm.

## Étymologie
Son nom d'espèce, composé de mainling et du suffixe latin -ensis, « qui vit dans, qui habite », lui a été donné en référence au lieu de sa découverte, le xian de Mainling.

## Publication originale
- Di & Zhu, 2010 : A new species of Chaerilus Simon, 1877 (Scorpiones, Chaerilidae) from China. Acta Arachnologica, vol. 58, no 2, p. 97-102 (texte intégral).